# Saint-Just (Ille y Vilaine)
Saint-Just es una comuna francesa situada en el departamento de Ille y Vilaine, en la región de Bretaña.

## Demografía
| 1171 | 1120 | 1121 | 1024 | 997 | 929 | 1070 |
| Para los censos de 1962 a 1999 la población legal corresponde a la población sin duplicidades (Fuente: INSEE [Consultar]) |      |      |      |     |     |      |

## Lugares de interés
Saint-Just es el segundo sitio megalítico de Bretaña.
Se destaca Les Landes de Cojoux, un espacio protegido por su flora y fauna que alberga un notable patrimonio prehistórico. Está formado por numerosos megalitos de gran variedad llamados alineamientos de Cojoux.